# Safia caeruleotincta
Safia caeruleotincta là một loài bướm đêm trong họ Noctuidae.